# A6-os autópálya (Németország)

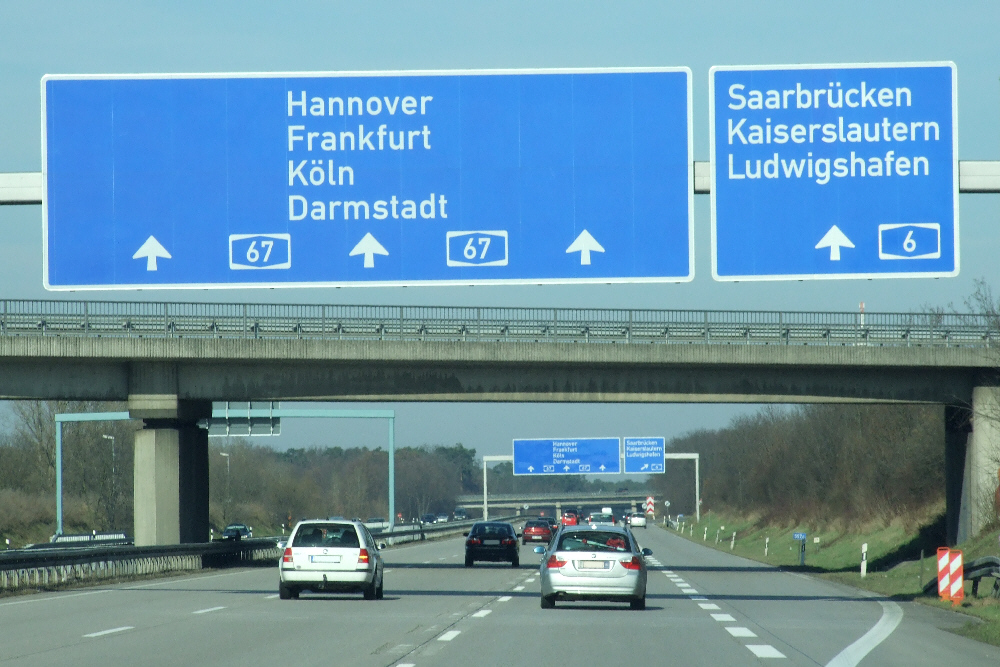
Az A67-es csomópontja az A6-ossal

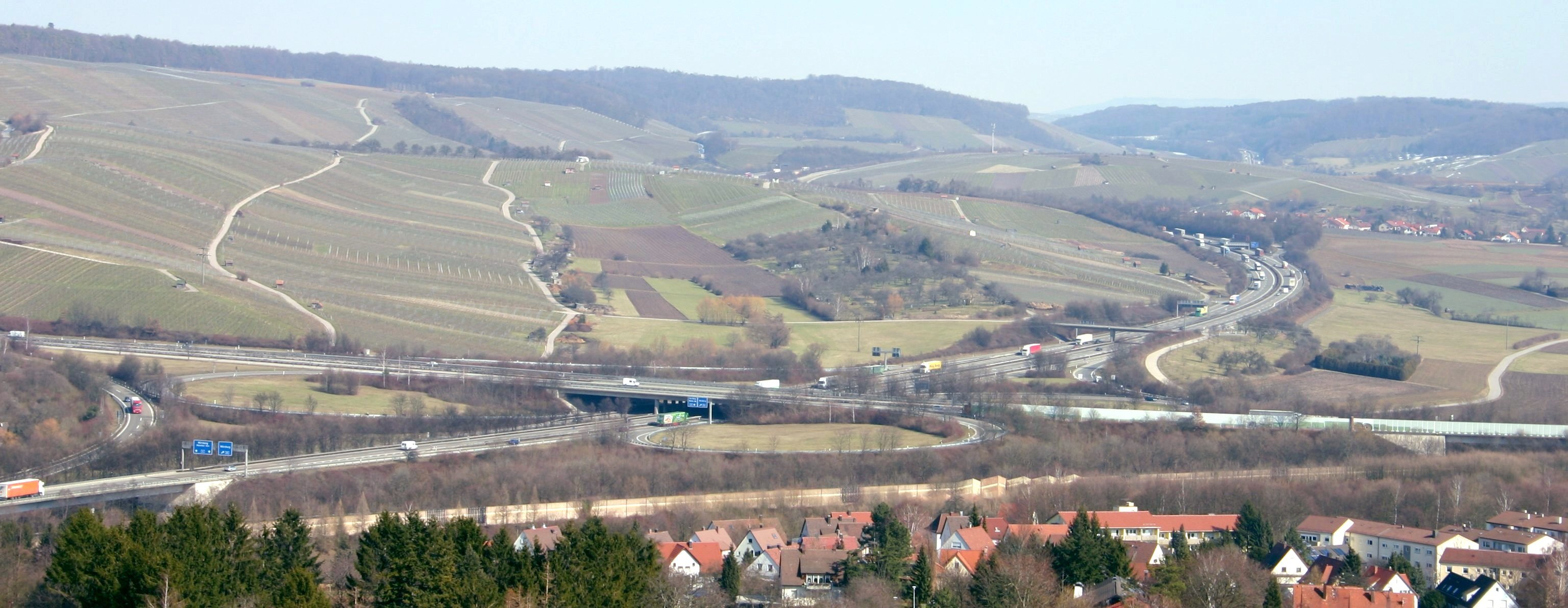
Az A6-os és az A81-es találkozása Weinsbergnél

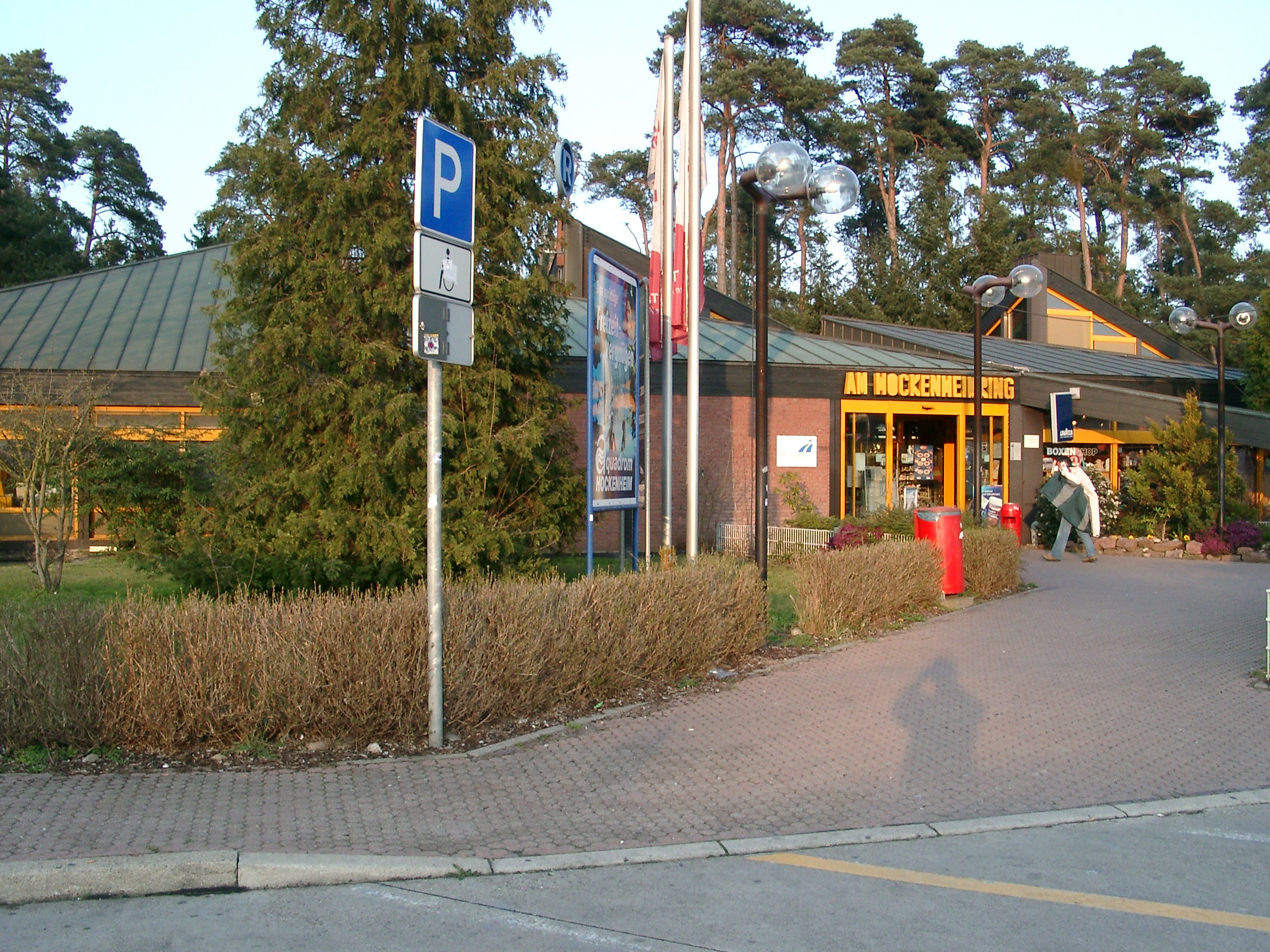
A Hockenheimringi pihenőhely

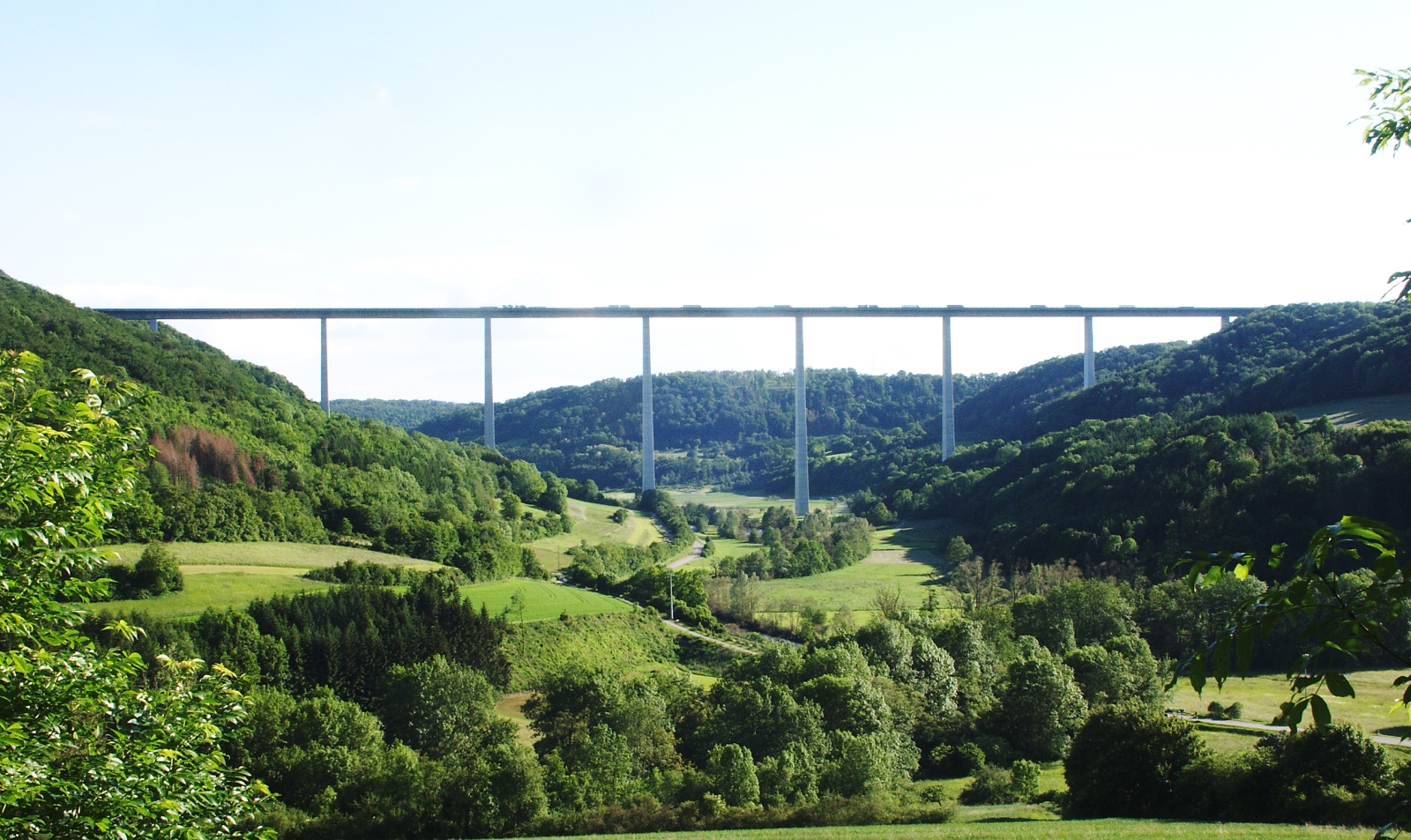
A Kochertalbrücke

Az A6 (németül: Bundesautobahn 6, vagy röviden BAB 6) egy autópálya Németországban. Hossza 477 km. Az út teljes egésze része az E50-es európai útnak.

## Útja
Franciaország (A320) - Saarbrücken – Kaiserslautern – Ludwigshafen am Rhein - Mannheim – Heilbronn – Feuchtwangen/Crailsheim – Nürnberg – Amberg – Waidhaus -  Csehország (D5, a "cseh Via Carolina")